# Стрелац (војник)
Стрелац је војник који испаљује неку врсту пројектила (камен, стрелица, копље, метак) из ручног оружја (праћка, лук, самострел, пушка, митраљез, ручни топ).
Стрелци су у доба хладног оружја били подврста пешадије или коњице који су са средње удаљености испаљивали стреле или камење на противничке формације. Најчешћа тактика била је да стрелци испале неколико салви пројектила на противника, након чега би уследио јуриш копљаника и мачевалаца.
Ређе су се користили стрелци који су бацали копља, за што је требало да се приближе још више. Позната је примјена копља у римској војсци, гдје је сваки легионар, уз стандардни мач и штит, био опремљен и са два копља (пила) која би се избацивала непосредно пре јуриша.
Појавом ручног ватреног оружја, а нарочито пушака велике прецизности, променило се неколико ствари: из употребе су нестали хладни пројектили, из тактике је практично нестала борба прса у прса, а статус стрелаца у војскама се унаприједио и они су постали основна пешадија. Данас је сваки пешак био је опремљен неком врстом пушке или митраљеза. Постоје такође и тактички стрелци, односно снајпери.